# Link-State
Ein Link-State-Routing-Protokoll ist ein Netzwerkprotokoll, das von Routern benutzt wird, um eine komplexe Datenbank mit Topologie-Informationen aufzubauen. Mit Hilfe dieser Datenbank werden die Pakete dann im Netzwerk weitergeleitet. Häufig vorkommende Vertreter dieser Protokollart im Internet sind z. B. OSPF oder IS-IS.

## Übersicht
Link-State-Routingprotokolle arbeiten ganz anders als Distanzvektorprotokolle wie RIP oder IGRP. Distanzvektorprotokolle tauschen meist nur Informationen über die erreichbaren Netze mit ihren direkten Nachbarn aus und haben keine Kenntnis über die komplette Netzwerk-Topologie. Im Gegensatz zu ihnen stehen die komplexeren Routing-Informationen, die bei Link-State-Routingprotokollen zwischen den Routern ausgetauscht werden.
Klassenloses Interdomain Routing CIDR sowie Subnetzmasken mit variabler Länge VLSM werden von allen gängigen Link-State-Routingprotokollen unterstützt.

## Arbeitsweise
Wenn es viele Veränderungen in der Routingtabelle gibt und die Routingtabelle oft oder regelmäßig aktualisiert werden muss, empfiehlt es sich, ein Link-State-Routingprotokoll zu verwenden. Dabei werden nur die jeweiligen Änderungen unter den Routern ausgetauscht. Beim Link-State-Routing werden bei Änderungen im Netzwerk sogenannte LSA (Link-State-Announcement/Advertisements) per Flooding bekanntgegeben. Dies erfolgt bei OSPF und IS-IS an eine Multicast-Adresse, so dass nur interessierte Netzteilnehmer (OSPF- bzw. IS-IS-Router) diese Informationen weiter verarbeiten. In der Topologiedatenbank jedes Routers wird auf Basis der empfangenen LSAs die gesamte Topologie des Netzwerks generiert.
Da die Änderungen verbindungsorientiert an die benachbarten Router propagiert werden, besitzen Routing-Protokolle mit dem LSA eine gute Stabilität. 
Der Link-State-Algorithmus ist die praktische Umsetzung des Dijkstra-Algorithmus aus der Graphentheorie.

## Merkmale des Link-State-Routings
- Arbeitet mit SPF-Algorithmus (Shortest Path First) und resultierendem SPF-Baum
- Regelmäßige Updates (Link-State-Aktualisierungen) durch Flooding
- Feststellen der Erreichbarkeit von Nachbarn mittels Hello-Protokoll
- Schnelle Reaktion auf Netzänderung: Der SPF-Algorithmus berechnet mit den LSA-Informationen die optimalen Pfade neu und aktualisiert die Routingtabelle (lokal)
- Die Routingtabelle enthält Pfad samt Kosten und Interfaces zu jedem bekannten Netz, um den optimalen Pfad für die Pakete zu bestimmen.